# Tournoi pré-olympique de l'UEFA 1979-1980
Navigation
Montréal 1976 Los Angeles 1984
Le tournoi pré-olympique de l'UEFA 1979-1980 a eu pour but de désigner les quatre nations qualifiées au sein de la zone Europe pour participer au tournoi final de football, disputé lors des Jeux olympiques de Moscou en 1980. Médaillée d'or et tenante du titre, l'Allemagne de l'Est est qualifiée d'office ainsi que l'URSS en tant que pays hôte. 20 pays originaires du continent européen ont effectivement pris part aux matches de qualification,.
Le tournoi européen de qualification aux Jeux olympiques d'été de 1980 s'est déroulé en deux rondes entre le 7 mars 1979 et le 23 avril 1980. Le premier tour a été disputé entre quatre groupes de cinq équipes et dans chacun de ces groupes une nation a été désignée bye (exempte) qui est qualifiée d'office pour le second tour. Deux équipes de chaque groupe rejoignent le pays exempt pour la deuxième ronde. Dans trois des quatre groupes, les deux premiers qualifiés ont été déterminés à l'issue d'un système à élimination directe disputé en match aller-retour tandis qu'un groupe a identifié les deux nations placées selon le système de championnat. Au terme du second tour, la Tchécoslovaquie, la Yougoslavie, l'Espagne et la Norvège ont décroché leur participation au tournoi olympique, toutefois cette dernière fut remplacée par la Finlande après que l'Allemagne de l'Ouest ait décliné l'invitation.
Cette édition des Jeux fut marquée par le boycott d'une cinquantaine de nations, dont les États-Unis, à la suite de l'invasion de l'Afghanistan par l'Union soviétique en 1979. Plusieurs nations qualifiées à l'issue de ces éliminatoires ont ainsi cédé leur place et ont été remplacées par d'autres pays qui étaient normalement éliminés.

## Pays qualifiés
| Dates                           | Lieu      | Places | Qualifiés                                                                 |
| ------------------------------- | --------- | ------ | ------------------------------------------------------------------------- |
| du 7 mars 1979 au 23 avril 1980 | Itinérant | 4      | Tchécoslovaquie Yougoslavie Espagne Norvège Allemagne de l'Ouest Finlande |

## Format des qualifications
Dans les phases de qualification en groupe disputées selon le système de championnat, en cas d’égalité de points de plusieurs équipes à l'issue de la dernière journée, les critères suivants sont appliqués dans l'ordre indiqué pour établir leur classement :

- Meilleure différence de buts,
- Plus grand nombre de buts marqués.

Dans le système à élimination directe avec des matches aller et retour, en cas d'égalité parfaite au score cumulé des deux rencontres, les mesures suivantes sont d'application :

- Organisation de prolongations et, au besoin, d'une séance de tirs au but, si les deux équipes sont toujours à égalité au terme des prolongations,
- La règle des buts marqués à l'extérieur n'est pas en vigueur.

## Résultats des qualifications

### Groupe 1

#### Premier tour
| Équipe 1 | Résultat | Équipe 2        | Aller | Retour |
| -------- | -------- | --------------- | ----- | ------ |
| Bulgarie | 1 - 4    | Tchécoslovaquie | 1 - 0 | 0 - 4  |
| Roumanie | 2 - 3    | Hongrie         | 2 - 0 | 0 - 3  |
|          | exempt   | Pologne         | -     | -      |

#### Détail des rencontres
| 18 avril 1979 | Bulgarie   | 1 - 0 | Tchécoslovaquie | 9 Septemvri Stadium Bourgas, Bulgarie                 |                                                       |
| | Gochev 50e | (0 - 0) |                 | Spectateurs : 15 000 Arbitrage : Teodoros Tsanaklidis | Spectateurs : 15 000 Arbitrage : Teodoros Tsanaklidis |
| | Rapport    | |                 | Spectateurs : 15 000 Arbitrage : Teodoros Tsanaklidis | Spectateurs : 15 000 Arbitrage : Teodoros Tsanaklidis |
| Velinov (en) - Nikolov (en), Dimitrov, Kolev , Karakolev - Markov, Petkov, Slavkov - Gochev, Mladenov ( 70e Mikhaïlov), Goranov ( 60e Minchev (en)) | Équipes    | Seman - Mazura, Radimec, Macela , Rygel - Rott, Berger, Štambachr, Vizek ( 81e Martinák (cs)) - Janečka, Lička ( 86e Václavíček) |                 | Spectateurs : 15 000 Arbitrage : Teodoros Tsanaklidis | Spectateurs : 15 000 Arbitrage : Teodoros Tsanaklidis |

| 18 avril 1979 | Roumanie                 | 2 - 0 | Hongrie | Stadionul 1 Mai Pitești, Roumanie            |                                              |
| | Iovănescu 28e · Radu 73e | (1 - 0) |         | Spectateurs : 22 000 Arbitrage : Talat Tokat | Spectateurs : 22 000 Arbitrage : Talat Tokat |
| | Rapport                  | |         | Spectateurs : 22 000 Arbitrage : Talat Tokat | Spectateurs : 22 000 Arbitrage : Talat Tokat |
| Speriatu (ro) - Zamfir (ro), Ștefănescu, Cârstea (en), Ivan, Augustin, Bărbulescu ( 63e Răducanu) - Iovănescu, Nicolae - Radu, Stan ( 88e Cămătaru) | Équipes                  | Katzirz - Szántó, Salamon (hu), Rab ( 37e Baranyi (hu)), Kutasi (hu) - Gyimesi (nl), Oláh, Tatár (en) ( 72e Nagy), Póczik (hu) - Izsó (hu), Fekete |         | Spectateurs : 22 000 Arbitrage : Talat Tokat | Spectateurs : 22 000 Arbitrage : Talat Tokat |

| 5 mai 1979 | Tchécoslovaquie                        | 4 - 0 | Bulgarie | Městský stadion Ďolíček Prague, Tchécoslovaquie  |                                                  |
| | Lička 40e 88e · Rott 65e · Janečka 84e | (1 - 0) |          | Spectateurs : 4 000 Arbitrage : Dušan Maksimović | Spectateurs : 4 000 Arbitrage : Dušan Maksimović |
| | Rapport                                | |          | Spectateurs : 4 000 Arbitrage : Dušan Maksimović | Spectateurs : 4 000 Arbitrage : Dušan Maksimović |
| Seman - Mazura, Macela ( 88e Václavíček), Radimec, Rygel - Berger , Novák ( 46e Rott), Štambachr, Vizek - Lička, Janečka | Équipes                                | Velinov (en) - Nikolov (en) , Kolev , Dimitrov, Karakolev - Kochev , Iliev (en), Slavkov ( 20e Minchev (en)), Markov - Gochev ( 41e Mladenov), Petkov |          | Spectateurs : 4 000 Arbitrage : Dušan Maksimović | Spectateurs : 4 000 Arbitrage : Dušan Maksimović |

| 30 mai 1979 | Hongrie                                    | 3 - 0 | Roumanie | Diósgyőri Stadion (en) Miskolc, Hongrie          |                                                  |
| | Fekete 17e · Borostyán (hu) 34e · Kiss 78e | (2 - 0) |          | Spectateurs : 30 000 Arbitrage : Klaus Scheurell | Spectateurs : 30 000 Arbitrage : Klaus Scheurell |
| Tóth (en) - Szántó, Dunai, Rab, Kutasi (hu) - Oláh , Tatár (en) ( 90e Pál), Borostyán (hu), Kiss - Weimper (en), Fekete ( 47e Tieber (en) ) | Équipes                                    | Speriatu (ro) - Zamfir (ro), Ștefănescu, Cârstea (en), Ivan - Nicolae , Iovănescu, Augustin, Cămătaru - Radu ( 46e Nicolae (en)), Rădulescu (it) ( 77e Stan) |          | Spectateurs : 30 000 Arbitrage : Klaus Scheurell | Spectateurs : 30 000 Arbitrage : Klaus Scheurell |

#### Second tour
| Rang | Équipe          | Pts | J | G | N | P | Bp | Bc | Diff |  | Résultats (▼ dom., ► ext.) |     |     |     |
| ---- | --------------- | --- | - | - | - | - | -- | -- | ---- |  | -------------------------- | --- | --- | --- |
| 1    | Tchécoslovaquie | 6   | 4 | 3 | 0 | 1 | 5  | 5  | 0    |  | Tchécoslovaquie            |     | 3-2 | 1-0 |
| 2    | Hongrie         | 4   | 4 | 2 | 0 | 2 | 7  | 4  | +3   |  | Hongrie                    | 3-0 |     | 2-0 |
| 3    | Pologne         | 2   | 4 | 1 | 0 | 3 | 1  | 4  | -3   |  | Pologne                    | 0-1 | 1-0 |     |

#### Détail des rencontres
| 12 septembre 1979 | Tchécoslovaquie | 1 - 0 | Pologne | Městský stadion Ďolíček Prague, Tchécoslovaquie |                                                 |
| | Janečka 37e     | (1 - 0) |         | Spectateurs : 8 000 Arbitrage : Eldar Azim Zade | Spectateurs : 8 000 Arbitrage : Eldar Azim Zade |
| Seman - Mazura , Macela, Radimec, Václavíček - Štambachr ( 70e Šreiner), Slaný (cs) ( 64e Rott), Vizek - Janečka, Lička | Équipes         | Burzyński (en) - Topolski (en) ( 81e Sroka (pl)), Piechaczek (pl), Sobczyński (pl), Wójcicki - Miłoszewicz (en), Kupcewicz - Sikorski (pl), Chojnacki (pl), Ogaza, Adamczyk ( 46e Małnowicz (pl)) |         | Spectateurs : 8 000 Arbitrage : Eldar Azim Zade | Spectateurs : 8 000 Arbitrage : Eldar Azim Zade |

| 17 octobre 1979 | Pologne | 0 - 1 | Tchécoslovaquie | Stadion Wojska Polskiego Varsovie, Pologne      |                                                 |
| |         | (0 - 1) | Lička 43e       | Spectateurs : 8 000 Arbitrage : Anders Mattsson | Spectateurs : 8 000 Arbitrage : Anders Mattsson |
| | Rapport | |                 | Spectateurs : 8 000 Arbitrage : Anders Mattsson | Spectateurs : 8 000 Arbitrage : Anders Mattsson |
| Burzyński (en) - Tumiński (pl), Wójcicki, Wojtowicz (en), Adamiec - Miłoszewicz (en) ( 74e Korynt (pl)), Chojnacki (pl), Nagiel - Małnowicz (pl) ( 46e Bolcek (pl)), Ogaza, Kwiatkowski (pl) | Équipes | Seman - Mazura, Macela, Radimec, Rygel - Šreiner, Václavíček, Berger, Vizek - Janečka, Lička ( 79e Štambachr) |                 | Spectateurs : 8 000 Arbitrage : Anders Mattsson | Spectateurs : 8 000 Arbitrage : Anders Mattsson |

| 31 octobre 1979 | Pologne  | 1 - 0 | Hongrie | Stadion Miejski Wrocław, Pologne              |                                               |
| | Kusto 2e | (1 - 0) |         | Spectateurs : 3 000 Arbitrage : Atanas Mateev | Spectateurs : 3 000 Arbitrage : Atanas Mateev |
| Burzyński (en) - Topolski (en), Janas, Majewski, Wojtowicz (en), Wójcicki - Miłoszewicz (en), Lipka (en), Małnowicz (pl) ( 59e Chojnacki (pl)) - Ogaza, Kusto | Équipes  | Katzirz - Szántó, Salamon (hu) , Nagy, Kutasi (hu) - Oláh, Tatár (en) - Weimper (en), Borostyán (hu), Kiss, Fekete ( 71e Kuti (en)) |         | Spectateurs : 3 000 Arbitrage : Atanas Mateev | Spectateurs : 3 000 Arbitrage : Atanas Mateev |

| 14 novembre 1979 | Hongrie                          | 2 - 0 | Pologne | Diósgyőri Stadion (en) Miskolc, Hongrie         |                                                 |
| | Kiss 43e · Tatár (en) 55e (pen.) | (1 - 0) |         | Spectateurs : 18 000 Arbitrage : Nicolae Rainea | Spectateurs : 18 000 Arbitrage : Nicolae Rainea |
| Veréb (hu) - Szántó, Salamon (hu), Baranyi (hu), Kutasi (hu) - Oláh, Tatár (en) - Karsai ( 75e Fükő (hu)), Borostyán (hu), Kiss, Fekete ( 74e Fekete) | Équipes                          | Burzyński (en) - Sroka (pl) 75e, Majewski , Janas, Wojtowicz (en) - Wójcicki ( 76e Faber (pl)), Miłoszewicz (en), Lipka (en) - Chojnacki (pl) ( 46e Małnowicz (pl) ), Adamczyk, Kusto |         | Spectateurs : 18 000 Arbitrage : Nicolae Rainea | Spectateurs : 18 000 Arbitrage : Nicolae Rainea |

| 24 novembre 1979 | Hongrie                                | 3 - 0 | Tchécoslovaquie | Diósgyőri Stadion (en) Miskolc, Hongrie         |                                                 |
| | Tatár (en) 21e · Karsai 25e · Kiss 38e | (3 - 0) |                 | Spectateurs : 25 000 Arbitrage : Michel Vautrot | Spectateurs : 25 000 Arbitrage : Michel Vautrot |
| | Rapport                                | |                 | Spectateurs : 25 000 Arbitrage : Michel Vautrot | Spectateurs : 25 000 Arbitrage : Michel Vautrot |
| Veréb (hu) - Szántó, Salamon (hu), Baranyi (hu), Kutasi (hu) - Oláh, Tatár (en) - Karsai ( 77e Pásztor (hu)), Borostyán (hu), Kiss, Fekete ( 59e Pogány (hu)) | Équipes                                | Seman - Mazura, Radimec, Nachtman (cs) ( 46e Rott), Rygel - Šreiner, Václavíček, Berger - Janečka, Herda ( 67e Klouček (cs)), Lička |                 | Spectateurs : 25 000 Arbitrage : Michel Vautrot | Spectateurs : 25 000 Arbitrage : Michel Vautrot |

| 13 avril 1980 | Tchécoslovaquie                     | 3 - 2 | Hongrie                                  | Stadion Evžena Rošického Prague, Tchécoslovaquie |                                                 |
| | Janečka 18e · Vizek 49e · Lička 77e | (1 - 0) | Komjáti (hu) 51e · Tatár (en) 84e (pen.) | Spectateurs : 28 000 Arbitrage : Rudolf Renggli  | Spectateurs : 28 000 Arbitrage : Rudolf Renggli |
| Netolička - Mazura, Radimec, Macela, Rygel - Svoboda ( 70e Rott), Berger, Němec - Janečka, Vizek, Lička ( 88e Václavíček) | Équipes                             | Katzirz - Szántó, Salamon (hu), Baranyi (hu) , Kutasi (hu) - Komjáti (hu) ( 52e Pásztor (hu)), Tatár (en), Pál (hu) - Fekete, Kiss ( 61e Paróczai (hu)), Kozma |                                          | Spectateurs : 28 000 Arbitrage : Rudolf Renggli  | Spectateurs : 28 000 Arbitrage : Rudolf Renggli |

### Groupe 2

#### Premier tour
| Équipe 1 | Résultat      | Équipe 2    | Aller | Retour              |
| -------- | ------------- | ----------- | ----- | ------------------- |
| Autriche | 2 - 2 (3 - 4) | Turquie     | 1 - 0 | 1 - 2 ap (3 - 4)tab |
| Grèce    | 1 - 4         | Italie      | 1 - 0 | 0 - 4               |
|          | exempt        | Yougoslavie | -     | -                   |

#### Détail des rencontres
| 11 avril 1979 | Autriche   | 1 - 0 | Turquie | Amstetten, Autriche                                 |                                                     |
| | Strobl 55e | (0 - 0) |         | Spectateurs : 2 000 Arbitrage : Jaromír Fausek (en) | Spectateurs : 2 000 Arbitrage : Jaromír Fausek (en) |
| Lindenberger - Gerak, Dihanich, Constantini, Steiger - Bauer ( 27e Strobl), Viertl, Koreimann, Hämmerle ( 46e Rieder) - Burger, Schneider | Équipes    | Aslan - Ulucan (de), Mehmet, Söğütlü, Oktay (de) - Saral, Yiğit, Tüfekçi (tr), Aydoğdu, Türkoğlu ( 70e Çeçen) - Şuvak ( 46e Akbulut (en)) |         | Spectateurs : 2 000 Arbitrage : Jaromír Fausek (en) | Spectateurs : 2 000 Arbitrage : Jaromír Fausek (en) |

| 18 avril 1979 | Grèce           | 1 - 0 | Italie | Ioannina, Grèce                                    |                                                    |
| | Kalaitzidis 36e | (1 - 0) |        | Spectateurs : 1 250 Arbitrage : Menachem Ashkenazi | Spectateurs : 1 250 Arbitrage : Menachem Ashkenazi |
| Tsakmakidis - Stilianopulos, Armodoros (el), Papangelis (el), Alexiadis - Leptokaridis ( 51e Papazois), Kypritidis ( 76e Moskos), Berios (el), Stafilas - Diamantopoulos, Kalaitzidis | Équipes         | Galli - Collovati, Osti (it), G. Baresi, Ferrario (it), F. Baresi - Fanna, Prandelli, Ugolotti (it) ( 62e Ambu (it)), Tavola (it) ( 46e Pileggi (it)) - Briaschi |        | Spectateurs : 1 250 Arbitrage : Menachem Ashkenazi | Spectateurs : 1 250 Arbitrage : Menachem Ashkenazi |

| 25 avril 1979                                                                                                  | Turquie               | 2 - 1 a. p. | Autriche  | Antalya, Turquie      |                       |
| | Kiliç 36e · Yiğit 71e | (1 - 1, 2 - 1) | Gerak 33e | Arbitrage : Béla Nagy | Arbitrage : Béla Nagy |
| Yiğit · Ulucan (de) · Oktay (de) · Badalıoğlu                                                                  | Tirs au but 4 - 3     | |           | Arbitrage : Béla Nagy | Arbitrage : Béla Nagy |
| Aslan - Oktay (de), Akbulut (en), Badalıoğlu, Ulucan (de) - Saral, Aydoğdu, Timur, Kiliç, Yiğit - Tüfekçi (tr) | Équipes               | Lindenberger - Steiger, Gerak, Nagl, Constantini - Bauer ( Strobl), Keglevits ( Roscher (en)), Viertl, Koreimann - Burger, Höld |           | Arbitrage : Béla Nagy | Arbitrage : Béla Nagy |

| 2 mai 1979 | Italie                                  | 4 - 0 | Grèce | Stade Friuli Udine, Italie                             |                                                        |
| | Verza 2e · Giordano 15e 81e · Bagni 84e | (2 - 0) |       | Spectateurs : 5 500 Arbitrage : Nikola Milanov Doudine | Spectateurs : 5 500 Arbitrage : Nikola Milanov Doudine |
| Galli - Osti (it), G. Baresi, F. Baresi, Ferrario (it) ( 58e Tassotti) - Tavola (it), Bagni, Verza, Pileggi (it), Fanna - Giordano | Équipes                                 | Tsakmakidis - Stilianopulos ( 86e Statopulos), Armodoros (el), Alexiadis, Pantelis (el), Papangelis (el) - Kypritidis, Antoniou (el), Moskos - Diamantopoulos, Kalaitzidis |       | Spectateurs : 5 500 Arbitrage : Nikola Milanov Doudine | Spectateurs : 5 500 Arbitrage : Nikola Milanov Doudine |

#### Second tour
| Rang | Équipe      | Pts | J | G | N | P | Bp | Bc | Diff |  | Résultats (▼ dom., ► ext.) |     |     |     |
| ---- | ----------- | --- | - | - | - | - | -- | -- | ---- |  | -------------------------- | --- | --- | --- |
| 1    | Yougoslavie | 6   | 4 | 3 | 0 | 1 | 9  | 3  | +6   |  | Yougoslavie                |     | 5-2 | 3-0 |
| 2    | Italie      | 6   | 4 | 3 | 0 | 1 | 10 | 5  | +5   |  | Italie                     | 1-0 |     | 5-0 |
| 3    | Turquie     | 0   | 4 | 0 | 0 | 4 | 0  | 11 | -11  |  | Turquie                    | 0-1 | 0-2 |     |

#### Détail des rencontres
| 21 novembre 1979 | Yougoslavie                     | 3 - 0 | Turquie | Stadion JNA Belgrade, Yougoslavie                  |                                                    |
| | Repčić (en) 55e 63e · Pašić 79e | (0 - 0) |         | Spectateurs : 8 000 Arbitrage : Menachem Ashkenazi | Spectateurs : 8 000 Arbitrage : Menachem Ashkenazi |
| | Rapport                         | |         | Spectateurs : 8 000 Arbitrage : Menachem Ashkenazi | Spectateurs : 8 000 Arbitrage : Menachem Ashkenazi |
| Pantelić - Hrstić, Rožić (en), Primorac, Jovanović, Krstičević (en) - Repčić (en), Janjanin (en) - Šestić ( Cukrov (en)), Kranjčar ( Pašić), Vujović | Équipes                         | Peçenek (en) - Oktay (de), Akbulut (en), Köseer ( Söğütlü), Ulucan (de) - Saral, Aydoğdu, Çeçen ( Doğan (tr)), Yıldız, Yiğit - Timur |         | Spectateurs : 8 000 Arbitrage : Menachem Ashkenazi | Spectateurs : 8 000 Arbitrage : Menachem Ashkenazi |

| 23 décembre 1979 | Italie       | 1 - 0 | Yougoslavie | Stadio Olimpico Rome, Italie                    |                                                 |
| | Giordano 65e | (0 - 0) |             | Spectateurs : 8 000 Arbitrage : Georges Konrath | Spectateurs : 8 000 Arbitrage : Georges Konrath |
| Galli - Osti (it), Tesser, F. Baresi, Ferrario (it), G. Baresi - Fanna ( 80e Ugolotti (it)), Tavola (it) - Giordano, Beccalossi (it), Ancelotti | Équipes      | Pantelić - Jovanović, Hrstić, Krstičević (en), Primorac, Rožić (en), Muslin - Repčić (en), Janjanin (en) ( 69e Miročević (en)) - Kranjčar ( 75e Pešić), Vujović |             | Spectateurs : 8 000 Arbitrage : Georges Konrath | Spectateurs : 8 000 Arbitrage : Georges Konrath |

| 20 février 1980 | Turquie | 0 - 2 | Italie                                     | Adnan Menderes Stadyumu (en) Aydın, Turquie           |                                                       |
| |         | (0 - 0) | Altobelli 72e (pen.) · Beccalossi (it) 83e | Spectateurs : 10 000 Arbitrage : Emilio Guruceta-Muro | Spectateurs : 10 000 Arbitrage : Emilio Guruceta-Muro |
| Peçenek (en) - Oktay (de), Akbulut (en), Ulucan (de), Söğütlü - Saral ( 71e Kiliç), Aydoğdu, Doğan (tr), Timur, Yiğit - Şuvak ( 46e Yıldız) | Équipes | Galli - Osti (it), Tesser, F. Baresi, Ferrario (it), G. Baresi - Fanna, Tavola (it) - Altobelli, Beccalossi (it), Ancelotti ( 65e Nicoletti (it)) |                                            | Spectateurs : 10 000 Arbitrage : Emilio Guruceta-Muro | Spectateurs : 10 000 Arbitrage : Emilio Guruceta-Muro |

| 13 mars 1980 | Italie                                                                  | 5 - 0 | Turquie | Stadio Mario Rigamonti Brescia, Italie       |                                              |
| | Fanna 6e 72e · Ancelotti 7e · Altobelli 36e (pen.) · Sacchetti (it) 52e | (3 - 0) |         | Spectateurs : 9 122 Arbitrage : Adolf Prokop | Spectateurs : 9 122 Arbitrage : Adolf Prokop |
| Galli - Osti (it), Tesser ( 46e Ugolotti (it)), F. Baresi, Ferrario (it), G. Baresi - Fanna, Sacchetti (it) - Altobelli, Beccalossi (it), Ancelotti | Équipes                                                                 | Peçenek (en) - Oktay (de) ( 62e Çeçen), Akbulut (en), Ulucan (de), Söğütlü - Türkoğlu, Aydoğdu, Yıldız, Yiğit, Doğan (tr) - Timur ( 32e Saral) |         | Spectateurs : 9 122 Arbitrage : Adolf Prokop | Spectateurs : 9 122 Arbitrage : Adolf Prokop |

| 26 mars 1980 | Yougoslavie                                               | 5 - 2 | Italie                    | Stade Pod Bijelim Brijegom Mostar, Yougoslavie |                                               |
| | Primorac 13e 20e · Miročević (en) 53e · Slišković 83e 84e | (2 - 2) | F. Baresi 31e · Fanna 33e | Spectateurs : 15 000 Arbitrage : Franz Wöhrer  | Spectateurs : 15 000 Arbitrage : Franz Wöhrer |
| | Rapport                                                   | |                           | Spectateurs : 15 000 Arbitrage : Franz Wöhrer  | Spectateurs : 15 000 Arbitrage : Franz Wöhrer |
| Pantelić - Vujović, Jovin (en), Krstičević (en) ( 77e Pešić), Primorac, Rožić (en) - Miročević (en), Repčić (en), Slišković - Vujović, Klinčarski (en) | Équipes                                                   | Galli - Osti (it), Tesser, F. Baresi, Ferrario (it), G. Baresi - Fanna, Sacchetti (it) ( 81e Pileggi (it)) - Altobelli, Beccalossi (it), Ancelotti ( 46e Guerrini (it)) |                           | Spectateurs : 15 000 Arbitrage : Franz Wöhrer  | Spectateurs : 15 000 Arbitrage : Franz Wöhrer |

| 2 avril 1980 | Turquie | 0 - 1 | Yougoslavie     | Antalya, Turquie                                  |                                                   |
| |         | (0 - 1) | Repčić (en) 19e | Spectateurs : 7 000 Arbitrage : Walter Eschweiler | Spectateurs : 7 000 Arbitrage : Walter Eschweiler |
| Peçenek (en) - Çeçen ( Köseer), Akbulut (en), Ulucan (de), Gabrali - Türkoğlu, Aydoğdu, Saral ( Söğütlü), Yıldız, Yiğit, Doğan (tr) | Équipes | Pantelić - Vujović, Hrstić, Rožić (en), Primorac, Krstičević (en) - Miročević (en), Slišković, Repčić (en) - Vujović ( Pešić), Klinčarski (en) |                 | Spectateurs : 7 000 Arbitrage : Walter Eschweiler | Spectateurs : 7 000 Arbitrage : Walter Eschweiler |

### Groupe 3

#### Premier tour
| Rang | Équipe        | Pts | J | G | N | P | Bp | Bc | Diff |  | Résultats (▼ dom., ► ext.) |     |     |     |     |
| ---- | ------------- | --- | - | - | - | - | -- | -- | ---- |  | -------------------------- | --- | --- | --- | --- |
| 1    | Belgique      | 10  | 6 | 4 | 2 | 0 | 9  | 3  | +6   |  | Belgique                   |     | 3-1 | 0-0 | 1-0 |
| 2    | Espagne       | 7   | 6 | 2 | 3 | 1 | 10 | 6  | +4   |  | Espagne                    | 1-1 |     | 1-1 | 3-0 |
| 3    | Israël        | 5   | 6 | 1 | 3 | 2 | 6  | 10 | -4   |  | Israël                     | 0-2 | 0-3 |     | 1-1 |
| 4    | Pays-Bas      | 2   | 6 | 0 | 2 | 4 | 6  | 12 | -6   |  | Pays-Bas                   | 1-2 | 1-1 | 3-4 |     |
|      | France exempt |     |   |   |   |   |    |    |      |  |                            |     |     |     |     |

#### Détail des rencontres
| 7 mars 1979        | Pays-Bas | 1 - 2   | Belgique | Sportpark De Luiten (nl) Rosendael, Pays-Bas      |                                                   |
| 20:00 heure locale | Hakkens 23e | (1 - 1) | Hoste 12e 76e | Spectateurs : 1 500 Arbitrage : Riccardo Lattanzi | Spectateurs : 1 500 Arbitrage : Riccardo Lattanzi |
| 20:00 heure locale | Rapport |         | | Spectateurs : 1 500 Arbitrage : Riccardo Lattanzi | Spectateurs : 1 500 Arbitrage : Riccardo Lattanzi |
| 20:00 heure locale | Spierings - van der Spek, Wisse , de Haas, Meijer - de Graaf ( 60e Graafland), van Dam, Hakkens - Verstraeten ( Bouwens), Meijerink, van der Ent | Équipes | De Zutter - Boeckstaens, Theunis , Koekelcoren, Wintacq - Daerden, Clijsters, Denier ( 58e Govaert), Sanders - Schoofs ( 46e Veyt), Hoste | Spectateurs : 1 500 Arbitrage : Riccardo Lattanzi | Spectateurs : 1 500 Arbitrage : Riccardo Lattanzi |

| 28 mars 1979       | Israël | 0 - 2   | Belgique | Bloomfield Stadium Tel Aviv, Israël                |                                                    |
| 15:45 heure locale | | (0 - 0) | Sanders 78e · Hoste 90e | Spectateurs : 17 000 Arbitrage : Otto Anderco (hu) | Spectateurs : 17 000 Arbitrage : Otto Anderco (hu) |
| 15:45 heure locale | Rapport |         | | Spectateurs : 17 000 Arbitrage : Otto Anderco (hu) | Spectateurs : 17 000 Arbitrage : Otto Anderco (hu) |
| 15:45 heure locale | Haviv (en) - Machnes (en), Cohen, Bar (en), Einstein - Shum ( 46e Kirat), Malmilian (en), Mizrahi ( 81e Gariani (en)) - Damti (en), Peretz, Fogel (en) | Équipes | De Zutter - Plessers, Theunis , Koekelcoren, Wintacq - Daerden, Clijsters ( 80e Govaert), Van den Buijs (nl), Swinnen ( 60e Veyt), Sanders - Hoste | Spectateurs : 17 000 Arbitrage : Otto Anderco (hu) | Spectateurs : 17 000 Arbitrage : Otto Anderco (hu) |

| 28 mars 1979       | Espagne | 3 - 0   | Pays-Bas | Estadio Antonio Franco Navarro (es) Almería, Espagne           |                                                                |
| 21:00 heure locale | Lobo Carrasco 28e · Sarabia 63e · Joaquín 73e | (1 - 0) | | Spectateurs : 20 000 Arbitrage : António José da Silva Garrido | Spectateurs : 20 000 Arbitrage : António José da Silva Garrido |
| 21:00 heure locale | Rapport |         | | Spectateurs : 20 000 Arbitrage : António José da Silva Garrido | Spectateurs : 20 000 Arbitrage : António José da Silva Garrido |
| 21:00 heure locale | Manzanedo - Gerardo, Joaquín, García Navajas , Gordillo - Canito, Lobo Carrasco, Víctor - Bengoetxea (es) ( 58e Sarabia), David (es) ( 85e Arias), Rubio (es) | Équipes | Spierings - Ouderland , van Dam, de Haas , Steeg - van Blanken, Meijerink , Hakkens - Verstraeten, Graafland ( 69e ten Cate), van der Ent | Spectateurs : 20 000 Arbitrage : António José da Silva Garrido | Spectateurs : 20 000 Arbitrage : António José da Silva Garrido |

| 12 avril 1979      | Belgique | 3 - 1   | Espagne | Het Lisp Lierre, Belgique                      |                                                |
| 20:00 heure locale | Hoste 11e 43e · Sanders 70e                                                                                             | (2 - 0) | Rubio (es) 55e                                                                                                 | Spectateurs : 3 000 Arbitrage : Brian McGinlay | Spectateurs : 3 000 Arbitrage : Brian McGinlay |
| 20:00 heure locale | Rapport |         | | Spectateurs : 3 000 Arbitrage : Brian McGinlay | Spectateurs : 3 000 Arbitrage : Brian McGinlay |
| 20:00 heure locale | De Zutter - Boeckstaens, Theunis , Koekelcoren, Wintacq - Daerden, Clijsters, Van den Buijs (nl), Sanders - Veyt, Hoste | Équipes | Manzanedo - Gerardo, García Navajas , Canito, Gordillo - Arias, Víctor, David (es) - Abad, Sarabia, Rubio (es) | Spectateurs : 3 000 Arbitrage : Brian McGinlay | Spectateurs : 3 000 Arbitrage : Brian McGinlay |

| 25 avril 1979      | Belgique                                                                                                 | 1 - 0   | Pays-Bas | Stade du Pairay Seraing, Belgique                |                                                  |
| 17:30 heure locale | Daerden 38e                                                                                              | (1 - 0) | | Spectateurs : 5 000 Arbitrage : Jan Redelfs (de) | Spectateurs : 5 000 Arbitrage : Jan Redelfs (de) |
| 17:30 heure locale | Rapport                                                                                                  |         | | Spectateurs : 5 000 Arbitrage : Jan Redelfs (de) | Spectateurs : 5 000 Arbitrage : Jan Redelfs (de) |
| 17:30 heure locale | De Zutter - Boeckstaens, Sanders, Theunis , Rombouts - Daerden, Clijsters, Denier, Sanders - Veyt, Hoste | Équipes | Spierings - Ouderland, Wisse , de Haas, van der Spek - van Blanken, Hakkens - Meijerink, ten Cate ( 50e Verstraeten), Graafland, van der Ent ( 75e Bouwens) | Spectateurs : 5 000 Arbitrage : Jan Redelfs (de) | Spectateurs : 5 000 Arbitrage : Jan Redelfs (de) |

| 2 mai 1979         | Pays-Bas | 1 - 1   | Espagne | Sportpark Bovenmolen Oldebroek, Pays-Bas  |                                           |
| 20:30 heure locale | Graafland 43e | (1 - 1) | Rubio (es) 36e | Spectateurs : 400 Arbitrage : André Daina | Spectateurs : 400 Arbitrage : André Daina |
| 20:30 heure locale | Rapport |         | | Spectateurs : 400 Arbitrage : André Daina | Spectateurs : 400 Arbitrage : André Daina |
| 20:30 heure locale | Spierings - de Haas, Wisse ( 82e Haan), Meijer, van der Spek - van Blanken, van Dam, Hakkens, Graafland ( 71e Bouwens) - Meijerink, Verstraeten | Équipes | Agustín - Gerardo, García Navajas , Canito, Sierra - Joaquín, Blanco (es), Aracil (es), David (es) ( 70e Portugal) - Lobo Carrasco, Rubio (es) | Spectateurs : 400 Arbitrage : André Daina | Spectateurs : 400 Arbitrage : André Daina |

| 9 mai 1979         | Espagne | 1 - 1   | Israël | Estadio de La Condomina Murcie, Espagne            |                                                    |
| 21:00 heure locale | Canito 87e | (0 - 1) | Tabak (en) 11e | Spectateurs : 20 000 Arbitrage : John Hunting (en) | Spectateurs : 20 000 Arbitrage : John Hunting (en) |
| 21:00 heure locale | Rapport |         | | Spectateurs : 20 000 Arbitrage : John Hunting (en) | Spectateurs : 20 000 Arbitrage : John Hunting (en) |
| 21:00 heure locale | Agustín - Gerardo, García Navajas , Canito, Sierra - Joaquín, Aracil (es), David (es) ( 76e Landáburu) - Lobo Carrasco, Portugal, Rubio (es) | Équipes | Mizrahi (en) ( 81e Haviv (en) ) - Machnes (en), Cohen, Yerushalmi, Bar (en) - Malmilian (en) ( 56e Gariani (en)), Shum , Mizrahi - Damti (en), Peretz, Tabak (en) | Spectateurs : 20 000 Arbitrage : John Hunting (en) | Spectateurs : 20 000 Arbitrage : John Hunting (en) |

| 26 septembre 1979  | Israël | 0 - 3   | Espagne | Itztadion Ramat Gan Ramat Gan, Israël            |                                                  |
| 17:00 heure locale | | (0 - 0) | Víctor 53e · Portugal 59e 84e | Spectateurs : 15 000 Arbitrage : Horst Brummeier | Spectateurs : 15 000 Arbitrage : Horst Brummeier |
| 17:00 heure locale | Rapport |         | | Spectateurs : 15 000 Arbitrage : Horst Brummeier | Spectateurs : 15 000 Arbitrage : Horst Brummeier |
| 17:00 heure locale | Haviv (en) - Kirat, Bar (en), Yerushalmi, Cohen - Shum , Malmilian (en), Neumann - Damti (en), Peretz, Tabak (en) | Équipes | Buyo - Urquiaga, Gerardo, García Navajas , Gordillo - Joaquín, Víctor ( 75e Quique Ramos), David (es) - Portugal, Joaquín Pichardo ( 75e Marcos Alonso), Rubio (es) | Spectateurs : 15 000 Arbitrage : Horst Brummeier | Spectateurs : 15 000 Arbitrage : Horst Brummeier |

| 4 octobre 1979 | Pays-Bas                                    | 3 - 4 | Israël                                                | Stadion Meerdijk (nl) Emmen, Pays-Bas           |                                                 |
| | van Dam 40e · Graafland 49e · Heemskerk 55e | (1 - 0) | Damti (en) 71e 88e · Ouderland 77e (csc) · Peretz 85e | Spectateurs : 2 500 Arbitrage : Rolf Nyhus (no) | Spectateurs : 2 500 Arbitrage : Rolf Nyhus (no) |
| | Rapport                                     | |                                                       | Spectateurs : 2 500 Arbitrage : Rolf Nyhus (no) | Spectateurs : 2 500 Arbitrage : Rolf Nyhus (no) |
| Drost - Ouderland, Knoppert, de Haas, van der Spek - Veneboer, van Dam ( 79e Toet), Spielhagen - Heemskerk ( 85e van Blanken), Meijerink, Graafland | Équipes                                     | Schwartz (en) - Dreyfus ( 55e Katsav), Bar (en), Yerushalmi, Einstein, Kirat - Shum , Malmilian (en) - Damti (en), Peretz, Tabak (en) |                                                       | Spectateurs : 2 500 Arbitrage : Rolf Nyhus (no) | Spectateurs : 2 500 Arbitrage : Rolf Nyhus (no) |

| 10 octobre 1979    | Belgique | 0 - 0   | Israël | Stade Joseph-Marien Bruxelles, Belgique         |                                                 |
| 20:00 heure locale | | (0 - 0) | | Spectateurs : 3 000 Arbitrage : Patrick Mulhall | Spectateurs : 3 000 Arbitrage : Patrick Mulhall |
| 20:00 heure locale | Rapport |         | | Spectateurs : 3 000 Arbitrage : Patrick Mulhall | Spectateurs : 3 000 Arbitrage : Patrick Mulhall |
| 20:00 heure locale | Vanderschommen - Houben, Koekelcoren, Theunis , Govaert - Daerden, Clijsters ( 17e Schoofs), Van den Buijs (nl) - Veyt, Swinnen, Sanders | Équipes | Schwartz (en) - Kirat, Bar (en) , Yerushalmi, Einstein - Malmilian (en) ( 67e Neuman (en)), Shum , Katsav 40e - Damti (en), Peretz, Gariani (en) | Spectateurs : 3 000 Arbitrage : Patrick Mulhall | Spectateurs : 3 000 Arbitrage : Patrick Mulhall |

| 17 octobre 1979    | Espagne | 1 - 1   | Belgique | Estadi Castalia Castelló de la Plana, Espagne |                                              |
| 21:00 heure locale | Joaquín Pichardo 34e | (1 - 1) | Veyt 15e | Spectateurs : 15 000 Arbitrage : Sándor Kuti  | Spectateurs : 15 000 Arbitrage : Sándor Kuti |
| 21:00 heure locale | Rapport |         | | Spectateurs : 15 000 Arbitrage : Sándor Kuti  | Spectateurs : 15 000 Arbitrage : Sándor Kuti |
| 21:00 heure locale | Buyo - Urquiaga, García Navajas , Gerardo ( 46e Gajate), Gordillo - Víctor, Joaquín, David (es) - Portugal ( 25e Lobo Carrasco), Joaquín Pichardo, Rubio (es) | Équipes | Vanderschommen - Houben, Koekelcoren, Theunis , van Mechelen - Schoofs, Daerden, Van den Buijs (nl) - Veyt, Swinnen, Sanders | Spectateurs : 15 000 Arbitrage : Sándor Kuti  | Spectateurs : 15 000 Arbitrage : Sándor Kuti |

| 31 octobre 1979 | Israël         | 1 - 1 | Pays-Bas      | Vasermil Stadium (en) Beer-Sheva, Israël               |                                                        |
| | Damti (en) 69e | (0 - 0) | Graafland 75e | Spectateurs : 2 000 Arbitrage : Stefanos Hatzistefanou | Spectateurs : 2 000 Arbitrage : Stefanos Hatzistefanou |
| | Rapport        | |               | Spectateurs : 2 000 Arbitrage : Stefanos Hatzistefanou | Spectateurs : 2 000 Arbitrage : Stefanos Hatzistefanou |
| Mizrahi (en) - Kirat, Bar (en), Ben-Dror, Einstein - Shum ( 46e Tabak (en)), Schwartzboim, Neuman (en) - Damti (en), Peretz, Gariani (en) | Équipes        | Spierings - Ouderland, Knoppert, de Haas, van Dam, Pot (nl) - Hakkens ( 68e Toet), Veneboer - Graafland, Meijerink, Wesel ( 55e Struijk) |               | Spectateurs : 2 000 Arbitrage : Stefanos Hatzistefanou | Spectateurs : 2 000 Arbitrage : Stefanos Hatzistefanou |

#### Second tour
| Rang | Équipe   | Pts | J | G | N | P | Bp | Bc | Diff |  | Résultats (▼ dom., ► ext.) |     |     |     |
| ---- | -------- | --- | - | - | - | - | -- | -- | ---- |  | -------------------------- | --- | --- | --- |
| 1    | Espagne  | 5   | 4 | 2 | 1 | 1 | 7  | 4  | +3   |  | Espagne                    |     | 2-0 | 3-1 |
| 2    | Belgique | 4   | 4 | 2 | 0 | 2 | 7  | 8  | -1   |  | Belgique                   | 2-1 |     | 4-2 |
| 3    | France   | 3   | 4 | 1 | 1 | 2 | 7  | 9  | -2   |  | France                     | 1-1 | 3-1 |     |

#### Détail des rencontres
| 5 décembre 1979    | France | 1 - 1   | Espagne | Stade de la Mosson Montpellier, France        |                                               |
| 20:30 heure locale | Buyo 88e (csc)                                                                                                  | (0 - 1) | Portugal 39e                                                                                                   | Spectateurs : 4 677 Arbitrage : Paolo Bergamo | Spectateurs : 4 677 Arbitrage : Paolo Bergamo |
| 20:30 heure locale | Rapport |         | | Spectateurs : 4 677 Arbitrage : Paolo Bergamo | Spectateurs : 4 677 Arbitrage : Paolo Bergamo |
| 20:30 heure locale | Ruffier - Bruno, Trénoras, Raymond, Ninot, Lafargue - Couriol, Zanon - Ferratge, Trivino ( 79e Bellus), Stopyra | Équipes | Buyo - Urquiaga, Sabido , Gajate - Quique Ramos, Landáburu, Portugal, David (es) - Rincón, Joaquín, Rubio (es) | Spectateurs : 4 677 Arbitrage : Paolo Bergamo | Spectateurs : 4 677 Arbitrage : Paolo Bergamo |

| 13 décembre 1979   | Belgique | 2 - 1   | Espagne | Andre Dumontstadion Genk, Belgique           |                                              |
| 20:00 heure locale | Van den Buijs (nl) 36e · Sanders 74e | (1 - 1) | Landáburu 31e | Spectateurs : 3 000 Arbitrage : Bruno Galler | Spectateurs : 3 000 Arbitrage : Bruno Galler |
| 20:00 heure locale | Rapport |         | | Spectateurs : 3 000 Arbitrage : Bruno Galler | Spectateurs : 3 000 Arbitrage : Bruno Galler |
| 20:00 heure locale | Vanderschommen - Boeckstaens, Theunis , Sanders, van Mechelen ( 75e Veyt) - Daerden, Clijsters, Van den Buijs (nl) ( 46e Schoofs), Sanders - Swinnen , Hoste | Équipes | Buyo - Urquiaga, Sabido, de Andrés - Quique Ramos , Gerardo, Landáburu, David (es), Portugal ( 64e Subirats (es)) - Rincón ( 78e Joaquín), Rubio (es) | Spectateurs : 3 000 Arbitrage : Bruno Galler | Spectateurs : 3 000 Arbitrage : Bruno Galler |

| 13 décembre 1979   | Belgique | 4 - 2   | France | Stade du Tivoli La Louvière, Belgique                 |                                                       |
| 19:30 heure locale | Schoofs 40e · Hoste 60e (pen.) · Veyt 75e · Swinnen 86e                                                                                         | (1 - 0) | Couriol 69e · Stopyra 83e                                                                                                 | Spectateurs : 1 500 Arbitrage : Wolfgang Henning (de) | Spectateurs : 1 500 Arbitrage : Wolfgang Henning (de) |
| 19:30 heure locale | Rapport |         | | Spectateurs : 1 500 Arbitrage : Wolfgang Henning (de) | Spectateurs : 1 500 Arbitrage : Wolfgang Henning (de) |
| 19:30 heure locale | Goossens (nl) - Boeckstaens, Sanders, Koekelcoren, Vossen (nl) ( 12e Houben) - Daerden, Theunis , Schoofs - Veyt, Sanders ( 32e Swinnen), Hoste | Équipes | Dussuyer - Bruno, Trénoras ( 61e Lafargue), Raymond, Ayache - Brot, Zanon, Couriol - Ferratge, Stopyra, Trivino ( Bellus) | Spectateurs : 1 500 Arbitrage : Wolfgang Henning (de) | Spectateurs : 1 500 Arbitrage : Wolfgang Henning (de) |

| 5 mars 1980        | Espagne | 2 - 0   | Belgique | Estadio Antonio Franco Navarro (es) Almería, Espagne |                                                    |
| 21:00 heure locale | Quique Ramos 48e · Rubio (es) 90e | (0 - 0) | | Spectateurs : 14 000 Arbitrage : Henk Weerink (nl)   | Spectateurs : 14 000 Arbitrage : Henk Weerink (nl) |
| 21:00 heure locale | Rapport |         | | Spectateurs : 14 000 Arbitrage : Henk Weerink (nl)   | Spectateurs : 14 000 Arbitrage : Henk Weerink (nl) |
| 21:00 heure locale | Buyo - Urquiaga, de Andrés, García Cortés, Manolo ( 46e Aracil (es)) - Joaquín, David (es), Quique Ramos, Marcos Alonso, Montero (es) ( 87e Argote) - Rubio (es) | Équipes | Vanderschommen - Boeckstaens, Theunis , Koekelcoren, Vossen (nl) - Daerden ( 62e Quaranta), Sanders ( 62e Janssen), Schoofs - Veyt, Swinnen, Hoste | Spectateurs : 14 000 Arbitrage : Henk Weerink (nl)   | Spectateurs : 14 000 Arbitrage : Henk Weerink (nl) |

| 19 mars 1980       | France                                                                                     | 3 - 1   | Belgique | Stade municipal de Beaublanc Limoges, France      |                                                   |
| 17:30 heure locale | Couriol 8e 67e · Lemoult 40e                                                               | (2 - 1) | Hoste 35e (pen.) | Spectateurs : 12 000 Arbitrage : Robert Valentine | Spectateurs : 12 000 Arbitrage : Robert Valentine |
| 17:30 heure locale | Rapport                                                                                    |         | | Spectateurs : 12 000 Arbitrage : Robert Valentine | Spectateurs : 12 000 Arbitrage : Robert Valentine |
| 17:30 heure locale | Ruffier - Bruno, Lafargue, Raymond, Ninot - Lemoult, Zanon, Brot, Ricort, Couriol - Bellus | Équipes | Vanderschommen - Houben, Theunis , Sanders, Vossen (nl) - Daerden, Quaranta, Boeckstaens - Veyt ( 57e Op de Beeck), Sanders, Hoste | Spectateurs : 12 000 Arbitrage : Robert Valentine | Spectateurs : 12 000 Arbitrage : Robert Valentine |

| 23 avril 1980      | Espagne | 3 - 1   | France                                                                                      | Estadio José Rico Pérez Alicante, Espagne     |                                               |
| 21:00 heure locale | Montero (es) 24e · Rubio (es) 38e (pen.) 82e (pen.) | (2 - 0) | Bellus 76e                                                                                  | Spectateurs : 25 000 Arbitrage : Marijan Raus | Spectateurs : 25 000 Arbitrage : Marijan Raus |
| 21:00 heure locale | Rapport |         |                                                                                             | Spectateurs : 25 000 Arbitrage : Marijan Raus | Spectateurs : 25 000 Arbitrage : Marijan Raus |
| 21:00 heure locale | Buyo - Urquiaga, Quique Ramos, Aracil (es), de Andrés, Gajate - Marcos Alonso, Víctor, David (es) - Rubio (es) ( 88e Abad), Montero (es) ( 88e Julio Suárez (es)) | Équipes | Ruffier - Bruno, Raymond, Lafargue, Ninot - Lemoult, Zanon, Brot - Buscher, Couriol, Bellus | Spectateurs : 25 000 Arbitrage : Marijan Raus | Spectateurs : 25 000 Arbitrage : Marijan Raus |

### Groupe 4

#### Premier tour
| Équipe 1             | Résultat | Équipe 2             | Aller | Retour |
| -------------------- | -------- | -------------------- | ----- | ------ |
| Danemark             | 2 - 5    | Finlande             | 1 - 1 | 1 - 4  |
| République d'Irlande | 1 - 2    | Norvège              | 0 - 0 | 1 - 2  |
|                      | exempt   | Allemagne de l'Ouest | -     | -      |

#### Détail des rencontres
| 10 mai 1979 | Danemark          | 1 - 1 | Finlande          | Aalborg Stadion Aalborg, Danemark            |                                              |
| | Andersen (pl) 84e | (0 - 0) | Lindholm (fi) 50e | Spectateurs : 2 700 Arbitrage : Francis Rion | Spectateurs : 2 700 Arbitrage : Francis Rion |
| | Rapport           | |                   | Spectateurs : 2 700 Arbitrage : Francis Rion | Spectateurs : 2 700 Arbitrage : Francis Rion |
| Larsen - Bangsbo (en), P. Knudsen , Pedersen, Rahbek - Sass Hansen, Jørgensen ( 55e Andersen (pl)), Lauridsen, Stelmer - Christensen, Kirchhoff ( 67e Weber) | Équipes           | Isoaho (nl) - Vilen (nl) 86e, Salonen (fi), Virtanen (nl), Lampi (fi) - Dahllund (nl), Uimonen (fi), Nieminen (fi), Lindholm (fi), Rautiainen - Rajaniemi |                   | Spectateurs : 2 700 Arbitrage : Francis Rion | Spectateurs : 2 700 Arbitrage : Francis Rion |

| 16 mai 1979 | République d'Irlande | 0 - 0 | Norvège | Tolka Park Dublin, Irlande              |                                         |
| |                      | (0 - 0) |         | Spectateurs : 81 Arbitrage : Jan Keizer | Spectateurs : 81 Arbitrage : Jan Keizer |
| | Rapport              | |         | Spectateurs : 81 Arbitrage : Jan Keizer | Spectateurs : 81 Arbitrage : Jan Keizer |
| Finnerty - Daly, Sheridan, Breslin, Williams, Heffernan - Whelan, Lawless (en) ( 77e Cervi), Joyce, Craig - Barrett | Équipes              | Amundsen (no) - Hammer (no), Vinje (no), Aas (en) , Brevik (no), Berntsen - Erlandsen (en), Olsen (no), Svendsen (no) ( 72e Henæs (en)) - Johannessen, Larsen Økland (en) |         | Spectateurs : 81 Arbitrage : Jan Keizer | Spectateurs : 81 Arbitrage : Jan Keizer |

| 31 mai 1979 | Norvège                                         | 2 - 1 | République d'Irlande | Brann Stadion Bergen, Norvège                 |                                               |
| | Hammer (no) 71e · Larsen Økland (en) 84e (pen.) | (0 - 0) | Joyce 69e            | Spectateurs : 7 334 Arbitrage : Alojzy Jarguz | Spectateurs : 7 334 Arbitrage : Alojzy Jarguz |
| | Rapport                                         | |                      | Spectateurs : 7 334 Arbitrage : Alojzy Jarguz | Spectateurs : 7 334 Arbitrage : Alojzy Jarguz |
| Amundsen (no) - Hammer (no), Vinje (no), Aas (en) , Brevik (no), Berntsen - Erlandsen (en), Nilssen, Svendsen (no) ( 72e Henæs (en)) - Johannessen, Larsen Økland (en) | Équipes                                         | Finnerty - Daly ( 70e McLaughlin), Williams, Breslin, Sheridan, Heffernan - Whelan, Lawless (en), Joyce, Craig - Barrett ( 85e Cervi) |                      | Spectateurs : 7 334 Arbitrage : Alojzy Jarguz | Spectateurs : 7 334 Arbitrage : Alojzy Jarguz |

| 7 juin 1979 | Finlande                                                                | 4 - 1 | Danemark        | Stade Arto Tolsa Kotka, Finlande                   |                                                    |
| | Helin (nl) 12e · Rosenberg (fi) 21e · Rajaniemi 61e · Nieminen (fi) 70e | (2 - 0) | Sass Hansen 82e | Spectateurs : 3 581 Arbitrage : Anatoliy Milchenko | Spectateurs : 3 581 Arbitrage : Anatoliy Milchenko |
| | Rapport                                                                 | |                 | Spectateurs : 3 581 Arbitrage : Anatoliy Milchenko | Spectateurs : 3 581 Arbitrage : Anatoliy Milchenko |
| Lindström - Lampi (fi), Dahllund (nl), Helin (nl), Rissanen (nl) - Rosenberg (fi) ( 46e Rautiainen), Lindholm (fi), Nieminen (fi), Kupiainen - Uimonen (fi), Rajaniemi | Équipes                                                                 | Larsen - Bangsbo (en), P. Knudsen, T. Knudsen, Rahbek - Jørgensen, Lauridsen, Stelmer, Andersen (pl) - Kirchhoff ( 60e Sass Hansen), Bank Olesen ( 30e Nielsen (en)) |                 | Spectateurs : 3 581 Arbitrage : Anatoliy Milchenko | Spectateurs : 3 581 Arbitrage : Anatoliy Milchenko |

#### Second tour
| Rang | Équipe               | Pts | J | G | N | P | Bp | Bc | Diff |  | Résultats (▼ dom., ► ext.) |     |     |     |
| ---- | -------------------- | --- | - | - | - | - | -- | -- | ---- |  | -------------------------- | --- | --- | --- |
| 1    | Norvège              | 7   | 4 | 3 | 1 | 0 | 5  | 1  | +4   |  | Norvège                    |     | 2-0 | 1-1 |
| 2    | Allemagne de l'Ouest | 3   | 4 | 1 | 1 | 2 | 2  | 3  | -1   |  | Allemagne de l'Ouest       | 0-1 |     | 2-0 |
| 3    | Finlande             | 2   | 4 | 0 | 2 | 2 | 1  | 4  | -3   |  | Finlande                   | 0-1 | 0-0 |     |

#### Détail des rencontres
| 9 août 1979 | Finlande | 0 - 1 | Norvège           | Väinölänniemen stadion (fi) Kuopio, Finlande      |                                                   |
| |          | (0 - 0) | Davidsen (en) 80e | Spectateurs : 6 129 Arbitrage : Ole Amundsen (hu) | Spectateurs : 6 129 Arbitrage : Ole Amundsen (hu) |
| | Rapport  | |                   | Spectateurs : 6 129 Arbitrage : Ole Amundsen (hu) | Spectateurs : 6 129 Arbitrage : Ole Amundsen (hu) |
| Isoaho (nl) - M. Lampi (fi), Houtsonen (nl), Helin (nl), Rissanen (nl), Virtanen (nl) - Lindholm (fi) ( 62e Uimonen (fi)), Nieminen (fi) ( 46e Turunen (nl)), Kupiainen - H. Lampi (fi), Rajaniemi | Équipes  | Amundsen (no) - Hammer (no), Vinje (no), Aas (en) , Brevik (no), Berntsen - Erlandsen (en) ( 78e Davidsen (en)), Gran (en) ( 60e Rein (it)), Svendsen (no) - Henæs (en), Larsen Økland (en) |                   | Spectateurs : 6 129 Arbitrage : Ole Amundsen (hu) | Spectateurs : 6 129 Arbitrage : Ole Amundsen (hu) |

| 13 septembre 1979 | Allemagne de l'Ouest           | 2 - 0 | Finlande | Stadion Niederrhein (de) Oberhausen, Allemagne de l'Ouest |                           |
| | Halbe (de) 16e · Wolf (de) 81e | (1 - 0) |          | Arbitrage : Luigi Agnolin                                 | Arbitrage : Luigi Agnolin |
| | Rapport                        | |          | Arbitrage : Luigi Agnolin                                 | Arbitrage : Luigi Agnolin |
| Herr (de) - Stiller (de), Dickgießer (de), Kohnle (de), Kubanczyk (de), Richter (de) - Reiß (de), Stark (de), Halbe (de) - Obermüller (de), Wolf (de) | Équipes                        | Isoaho (nl) - Lampi (fi), Virtanen (nl), Helin (nl), Rissanen (nl) - Rosenberg (fi) ( 85e Kaivonurmi (fi)), Hakala (en) ( 70e Lindholm (fi)), Ahonen (fi), Kupiainen - Himanka, Rajaniemi |          | Arbitrage : Luigi Agnolin                                 | Arbitrage : Luigi Agnolin |

| 26 septembre 1979 | Norvège                       | 2 - 0 | Allemagne de l'Ouest | Lerkendal Stadion Trondheim, Norvège       |                                            |
| | Aas (en) 5e · Hammer (no) 27e | (2 - 0) |                      | Spectateurs : 11 781 Arbitrage : Ian Foote | Spectateurs : 11 781 Arbitrage : Ian Foote |
| | Rapport                       | |                      | Spectateurs : 11 781 Arbitrage : Ian Foote | Spectateurs : 11 781 Arbitrage : Ian Foote |
| Amundsen (no) - Hammer (no) ( 53e Wormdal (en)), Vinje (no), Aas (en) , Brevik (no), Berntsen - Erlandsen (en), Fjælberg (en), Svendsen (no) - Johannessen, Larsen Økland (en) ( 80e Tunheim) | Équipes                       | Herr (de) - Stiller (de), Richter (de), Kubanczyk (de), Menges (de), Kohnle (de) - Stark (de), Reiß (de) ( 80e Paus (de)), Halbe (de) - Obermüller (de), Wolf (de) |                      | Spectateurs : 11 781 Arbitrage : Ian Foote | Spectateurs : 11 781 Arbitrage : Ian Foote |

| 10 octobre 1979 | Finlande | 0 - 0 | Allemagne de l'Ouest | Olympiastadion Helsinki, Finlande                    |                                                      |
| |          | (0 - 0) |                      | Spectateurs : 2 602 Arbitrage : Roger Schoeters (hu) | Spectateurs : 2 602 Arbitrage : Roger Schoeters (hu) |
| | Rapport  | |                      | Spectateurs : 2 602 Arbitrage : Roger Schoeters (hu) | Spectateurs : 2 602 Arbitrage : Roger Schoeters (hu) |
| Sairanen (en) - Lampi (fi) ( 79e Lahtinen), Virtanen (nl), Helin (nl), Rissanen (nl), Houtsonen (nl) - Hakala (en), Rautiainen, Himanka - Kupiainen, Kaivonurmi (fi) ( 66e Lindholm (fi)) | Équipes  | Herr (de) - Bernhardt (de), Dickgießer (de), Eplinius (de), Stiller (de), Richter (de) - Halbe (de), Stark (de), Paus (de) ( 46e Grünewald (de)) - Obermüller (de), Wolf (de) |                      | Spectateurs : 2 602 Arbitrage : Roger Schoeters (hu) | Spectateurs : 2 602 Arbitrage : Roger Schoeters (hu) |

| 26 octobre 1979 | Norvège       | 1 - 1 | Finlande       | Stavanger Stadion (en) Stavanger, Norvège        |                                                  |
| | Rein (it) 43e | (1 - 1) | Rautiainen 45e | Spectateurs : 9 400 Arbitrage : Erik Fredriksson | Spectateurs : 9 400 Arbitrage : Erik Fredriksson |
| | Rapport       | |                | Spectateurs : 9 400 Arbitrage : Erik Fredriksson | Spectateurs : 9 400 Arbitrage : Erik Fredriksson |
| Amundsen (no) - Hammer (no), Vinje (no), Aas (en) , Brevik (no), Berntsen - Erlandsen (en), Fjælberg (en) - Johannessen ( 46e Hansen (it)), Larsen Økland (en), Rein (it) ( 87e Kollshaugen (en)) | Équipes       | Hieta (fi) - Lahtinen, Virtanen (nl) ( 53e Heikkinen (en)), Helin (nl), Rissanen (nl) - Ronkainen (fi), Himanka, Turunen (nl), Kuuluvainen (nl), Rautiainen - Lindholm (fi) |                | Spectateurs : 9 400 Arbitrage : Erik Fredriksson | Spectateurs : 9 400 Arbitrage : Erik Fredriksson |

| 14 novembre 1979 | Allemagne de l'Ouest   | 0 - 1 | Norvège | Parkstadion Baunatal Baunatal, Allemagne de l'Ouest          |                                                              |
| | Larsen Økland (en) 78e | (0 - 0) |         | Spectateurs : 4 667 Arbitrage : Antonio Tomeo Palanques (hu) | Spectateurs : 4 667 Arbitrage : Antonio Tomeo Palanques (hu) |
| | Rapport                | |         | Spectateurs : 4 667 Arbitrage : Antonio Tomeo Palanques (hu) | Spectateurs : 4 667 Arbitrage : Antonio Tomeo Palanques (hu) |
| Herr (de) - Stiller (de), Richter (de), Bernhardt (de) ( 67e Franusch (de)), Dickgießer (de) - Eplinius (de), Kohnle (de), Grünewald (de) - Gahr (de), Obermüller (de), Wolf (de) ( 46e Sixt (de)) | Équipes                | Amundsen (no) - Wormdal (en), Vinje (no), Aas (en) , Hammer (no) ( 46e Berntsen) - Fjælberg (en), Giske (en), Davidsen (en), Erlandsen (en) - Larsen Økland (en), Kollshaugen (en) ( 74e Gran (en)) |         | Spectateurs : 4 667 Arbitrage : Antonio Tomeo Palanques (hu) | Spectateurs : 4 667 Arbitrage : Antonio Tomeo Palanques (hu) |